# Agrippine la Jeune en prêtresse
Agrippine la Jeune en prêtresse est une sculpture de la première moitié du Ier siècle. Elle est conservée et exposée à la Centrale Montemartini, Musées du Capitole, à Rome, en Italie.
Statue d'Agrippine la Jeune en prêtresse, représentée bras ouverts et tendus dans le geste de la prière, d'après le schéma iconographique de l'orante dérivé de modèles grecs du IVe siècle av. J.-C. et employé à l'époque romaine pour représenter les prêtresses du culte impérial.
Il manque le bras droit, le gauche jusqu'au coude et une partie des pieds. Elle est haute de 180 cm (sans la tête et sans le socle moderne).

## Découverte et identification
Cette sculpture en pied d'Agrippine La Jeune, nièce et épouse de Claude a été découverte à Rome au mont Cælius en 1885 lors de fouilles liées à la construction de l'hôpital du Celius. Le lieu de découverte de la statue et l'iconographie rendent tout à fait probable sa présence à l'origine dans le Templum divi Claudii, grandiose temple du Célius consacré par la même Agrippine à son mari Claude, mort en 54 et élevé aux honneurs divins sur décision de Sénat.

## Statue
Extraite acéphale et brisée en de très nombreux fragments à l'intérieur d'une maçonnerie de l'Antiquité tardive, elle est aujourd'hui conservée à Rome à la Centrale Montemartini (antenne des musées du Capitole pour ses collections statuaires) (inv. MC 1882).

## Tête-portrait

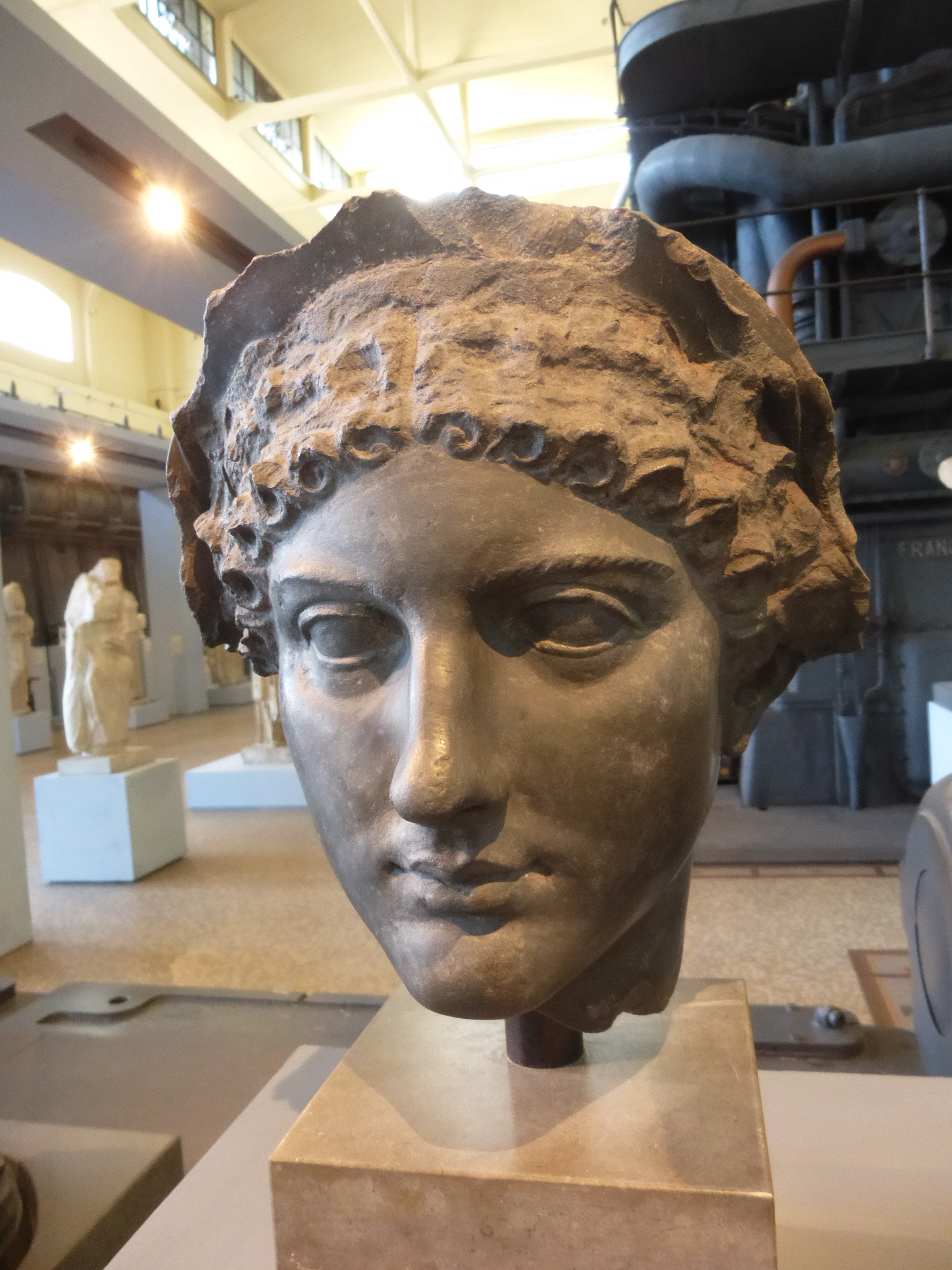
Tête d'Agrippine la Jeune

La tête-portrait, dont on ignore tout de l'époque et des circonstances de la découverte, a été achetée à la fin du XIXe siècle sur le marché romain des antiquités et a rejoint ensuite les collections de la Ny Carlsberg Glyptotek de Copenhague. 
Il a fallu un siècle aux scientifiques pour démontrer l'appartenance de la tête-portrait de Copenhague à la statue féminine des collections capitolines réalisée dans le même matériau. Une restauration complexe de la sculpture effectuée dans les années 1990, a identifié un point d'attache précis entre la tête et le cou et a restitué l'aspect original du personnage, en le complétant d'un moulage du portrait de Copenhague.

## Matériau
La sculpture est taillée dans du grauwacke, roche sombre avec des nuances verdâtres (type vert olive) qui rappelle le bronze patiné. Matériau noble issu des carrières égyptiennes du wâdi al-Hammâmât, c'est une pierre, qui dans l'Antiquité, a toujours eu un sens royal et sacré et réservée, à l'époque romaine à la famille impériale,.

## ExpositionClaude, un empereur au destin singulier
Cette statue a été exposée au musée des Beaux-arts de Lyon dans le cadre de l'exposition Claude, un empereur au destin singulier. Elle était présentée dans la dernière partie de l'exposition consacrée à la mort et à la divinisation de Claude.

Claudia Octavia, exposition au Musée des beaux-arts de Lyon
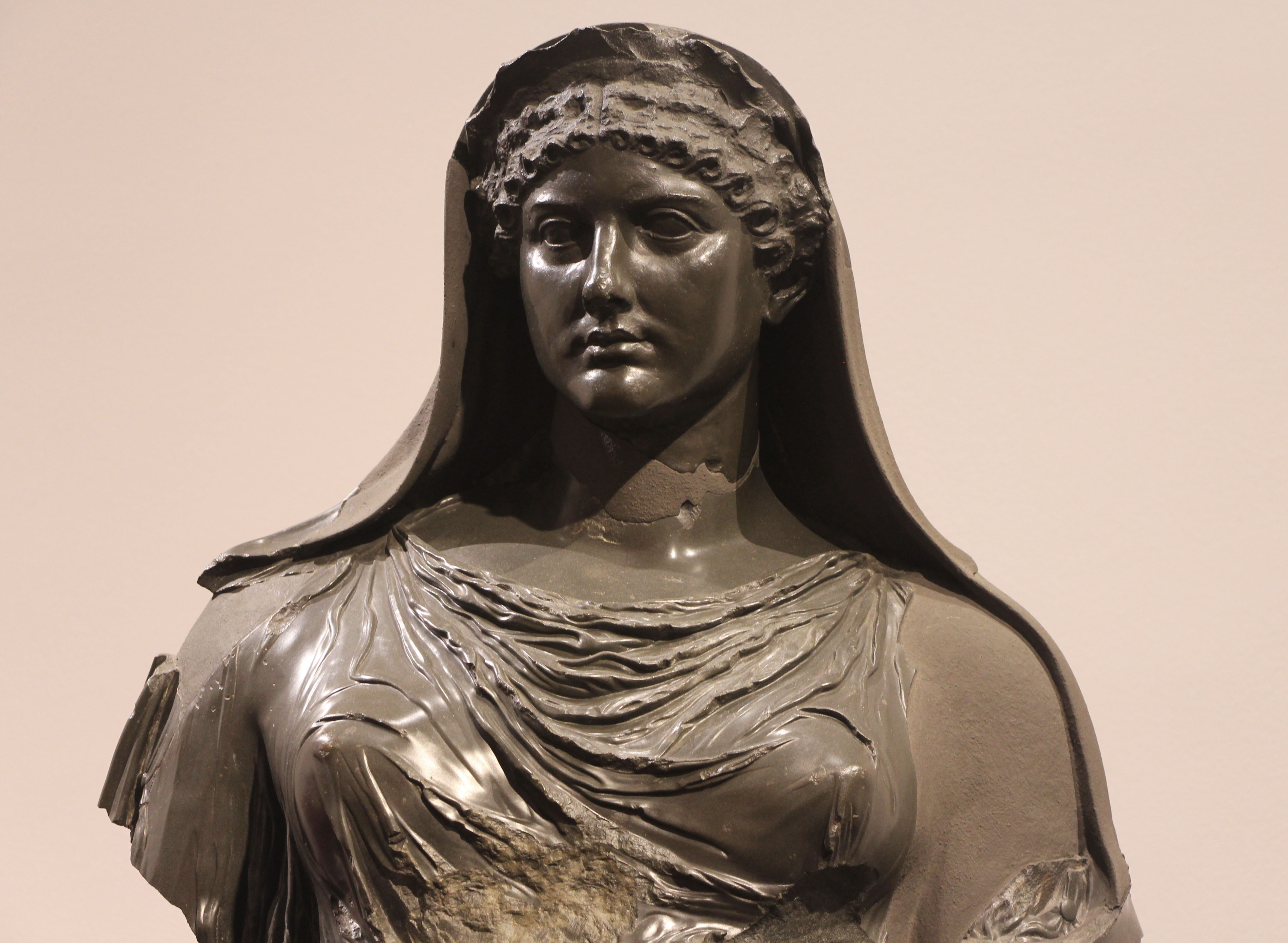